# Пряхин, Анатолий Дмитриевич
Анато́лий Дми́триевич Пря́хин (23 августа 1939, Елец, Орловская область (ныне Липецкая) — 9 июня 2018, Воронеж) — советский и российский историк и археолог, педагог, доктор исторических наук (1977), профессор (1978). Заслуженный деятель науки Российской Федерации (1993), почётный гражданин города Елец (1996).

## Биография
Окончив в 1957 году в Подмосковье среднюю школу, А. Д. Пряхин поступил на историко-филологический факультет Воронежского государственного университета. В общей сложности более 60 лет неразрывно связан с ВГУ и историческим факультетом, проработав до последних дней.
В университете А. Д. Пряхин начинает заниматься в научном студенческом археологическом кружке под руководством археолога-слависта Анны Николаевны Москаленко — ученицы В. И. Равдоникаса. Однако судьбоносным для Анатолия Дмитриевича стало участие в конце 1950-х гг. в раскопках древнего Любеча, которыми руководил акад. Борис Александрович Рыбаков. Неслучайно, что первые научные исследования А. Д. Пряхина были посвящены проблемам славянской и древнерусской археологии и истории. В 1961 г., будучи студентом, он проводит раскопки многослойного Воргольского городища эпохи бронзы, раннего железа, славяно-русского времени. Результаты изучения составили основу дипломной работы, которую Анатолий Дмитриевич успешно защитил в следующем году. В 1962—1966 гг. в должности ассистента, потом лаборанта кафедры истории СССР досоветского периода ВГУ А. Д. Пряхин совместно с А. Н. Москаленко исследует памятники роменско-боршевской культуры древнерусского времени (Боршевский курганный могильник, Малое Боршевское и Архангельское городища, другие археологические объекты).
В наибольшей же степени научный и организаторский талант Анатолия Дмитриевича раскрылся при изучении эпохи бронзы. А. Д. Пряхин является одним из знатоков евразийской степной и лесостепной бронзы.
В 1966 г. он защищает кандидатскую диссертацию, в которой были систематизированы материалы по бронзовому веку Верхнего и Среднего Подонья (II — начало I тыс. до н. э.). Со второй половины 1960-х гг. под руководством Анатолия Дмитриевича здесь начинаются систематические полевые исследования памятников эпохи бронзы. Важным этапом явились проводившиеся Институтом археологии АН СССР и ВГУ на рубеже 1960—1970-х гг. новостроечные раскопки разновременных бытовых памятников в зоне строительства Воронежского водохранилища (Шиловское, Масловское, Северо-Восточное, Университетские поселения). Шиловское поселение стало первым практически полностью исследованным поселком абашевской культурно-исторической общности.
Полученные материалы во многом предопределили направление дальнейшей научной деятельности А. Д. Пряхина — изучение памятников эпохи средней и поздней бронзы, в первую очередь абашевской культурно-исторической общности, определение места и роли образующих её культур.
В начале 1970-х гг. под руководством А. Д. Пряхина исследуются памятники эпохи бронзы Доно-Окского междуречья (Красное Озеро, Шлихтинское, Барков- ское поселения и др.), а в середине 1970-х гг. в ходе совместных работ с Уральским госуниверситетом, Башкирским и Самарским пединститутами — Заволжско-Уральского региона (Сурушское, Береговское, Синташтинское поселения, Береговской курганный могильник и др.).
В 1977 г. А. Д. Пряхин успешно защищает докторскую диссертацию на тему «История древних скотоводов II тыс. до н. э. лесостепных районов Подонья, Поволжья и Южного Урала (абашевская культурноисторическая общность)». Защите предшествовала публикация двух монографий «Поселения абашевской общности» (1976) и «Погребальные абашевские памятники» (1977).
Усилиями А. Д. Пряхина в ВГУ были созданы кафедра археологического профиля (1976), музей археологии (1983), лаборатория естественно-научных методов в археологии (1989), совместная с Институтом археологии и этнографии СО РАН лаборатория историографии археологии Евразии (1999).
Результатом изучения крупных культурно-исторических общностей эпохи бронзы лесостепи и степи Евразии, прежде всего абашевской и срубной, явилась созданная А. Д. Пряхиным характеристика особенностей развития исторического процесса в эпоху бронзы на лесостепных пространствах Евразии. Исследователем были выделены отдельные археологические культуры евразийской лесостепи эпохи средней — поздней бронзы (воронежская, доно-волжская абашевская, донская лесостепная срубная и др.).
Исключительную значимость для понимания социально-экономических процессов, происходивших в эпоху поздней бронзы в Евразии, имели раскопки Мосоловского поселения металлургов-литейщиков срубной культурно-исторической общности на р. Битюг (раскопки 1977—1984, 1989 гг.). Поселение было исследовано практически полностью, на нём обнаружены многочисленные свидетельства производственной деятельности его жителей. Впервые для пространств евразийской степи и лесостепи были получены доказательства наличия клана ремесленников с разными технологическими навыками. Изучение Мосоловского поселения способствовало также выделению не одного, а двух (восточного и западного) срубных очагов металлообработки.
Исследованию западного пространства подчинена деятельность совместной экспедиции Института археологии НАН Украины, Донбасского горно-металургического института (руководители В. В. Отрощенко и Ю. М. Бровендер) и ВГУ (руководитель А. Д. Пряхин). С 1995 г. экспедиция занимается изучением памятников эпохи бронзы Капитановского и Картамышского археологических микрорайонов (Луганская область).
Деятельность А. Д. Пряхина не ограничивалась изучением проблем эпохи бронзы. Будучи сначала старшим преподавателем (1967), затем доцентом кафедры истории СССР досоветского периода, профессором кафедры археологии и истории древнего мира ВГУ (1978), А. Д. Пряхин стремился формировать вокруг себя коллектив, который занимался изучением широкого круга вопросов не только древней, но и средневековой истории. Основой для консолидации ученых стали работы в рамках научного направления «Восточно-европейская лесостепь и развитие обществ с производящей экономикой (эпоха бронзы — раннее средневековье)». Результаты деятельности коллектива представлены в издаваемых с 1979 г. сборниках научных работ в тематической серии «Археология восточно-европейской лесостепи».
Благодаря усилиям А. Д. Пряхина новый импульс получило изучение юго-восточных пределов славянского мира и особенно юго-востока Древней Руси. Большое значение имели проводившиеся под его руководством в 1984—1988, 1990 гг. раскопки Семилукского городища и селища на р. Дон. В ходе исследования были получены материалы по городищу домонгольского времени в Среднем Подонье. В рамках федеральной программы «Археология и археологическое наследие народов Российской Федерации» в 1993—1995 гг. в нижнем течении р. Воронеж были проведены целенаправленные полевые исследования по теме «Вантит — уникальная археологическая территория России».
Следует отметить также раскопки памятников домонгольского и монгольского времени на территории г. Ельца, которые осуществлялись в рамках научно-прикладной программы «Елец и его округа — уникальная историко-культурная территория России». Проблема сохранения и возрождения отечественного историко-культурного и археологического наследия России уже в течение нескольких десятилетий находится в центре внимания А. Д. Пряхина. Им написаны научно-популярные книги: «Археология… Наследие» (1988), «Археология и археологическое наследие» (1995).
Без малого за 50 лет под руководством или при непосредственном участии А. Д. Пряхина раскопано более 100 разновременных курганов и вскрыто более 35 тыс. м2 площади на поселениях эпохи бронзы — раннего средневековья. Активные полевые исследования Анатолий Дмитриевич сочетает с аналитической работой. Им опубликовано более 600 работ, в том числе 19 монографий и учебных пособий.
Приоритетной задачей для А. Д. Пряхина остается подготовка кадров историков и археологов. В 1980-е гг. в ВГУ был разработан и успешно реализован план подготовки специалистов в области археологии. Выпускники кафедры работают в разных университетах и научных учреждениях Европы, Азии, Африки и Латинской Америки.
Под руководством Анатолия Дмитриевича подготовлены 20 кандидатов и 9 докторов наук.
Заслуженный деятель науки России, почётный гражданин г. Ельца (1996).
В последние годы своей жизни занимался историографическими исследованиями — «Доно-донецкая лесостепь в эпоху бронзы. История изучения» (В двух книгах), «Археология в Воронежском госуниверситете» (Книга 1).
9 июня 2018 года скоропостижно скончался.